# Реагент «Комета»
Реагент «Комета«»» (рос. реагент ”Комета”; англ. reagent “Kometa”, нім. Reagens n “ Kometa”) — кополімер метакрилової кислоти і її натрієвої солі (метакрилату натрію); густина 1023 кг/м3, добре розчиняється у воді, температури топлення 80 – 100°С і кипіння 200°С (з розкладанням); використовується (в обмежених масштабах) як основний компонент у водоізолювальних складах. Має дві модифікації: кислу і сольову. Нейтралізована, тобто сольова, модифікація полімеру розчиняється у воді, утворюючи високов’язкі розчини, що маєть псевдопластичні властивості. Подібний до метасу. 